# Trissochyta acraspis
Trissochyta acraspis är en fjärilsart som beskrevs av Edward Meyrick 1921. Trissochyta acraspis ingår i släktet Trissochyta och familjen äkta malar. Inga underarter finns listade i Catalogue of Life.